# Syndicat général des marins et travailleurs littoraux de Sainte-Lucie
Le Saint Lucia Seamen, Waterfront & General Workers' Trade Union (SWGWTU - Syndicat général des marins et travailleurs littoraux de Sainte-Lucie) est un syndicat de Sainte-Lucie. Elle est affiliée à la Confédération syndicale internationale et à la Confédération syndicale des travailleurs et travailleuses des Amériques.